# 아사고 예술의 숲

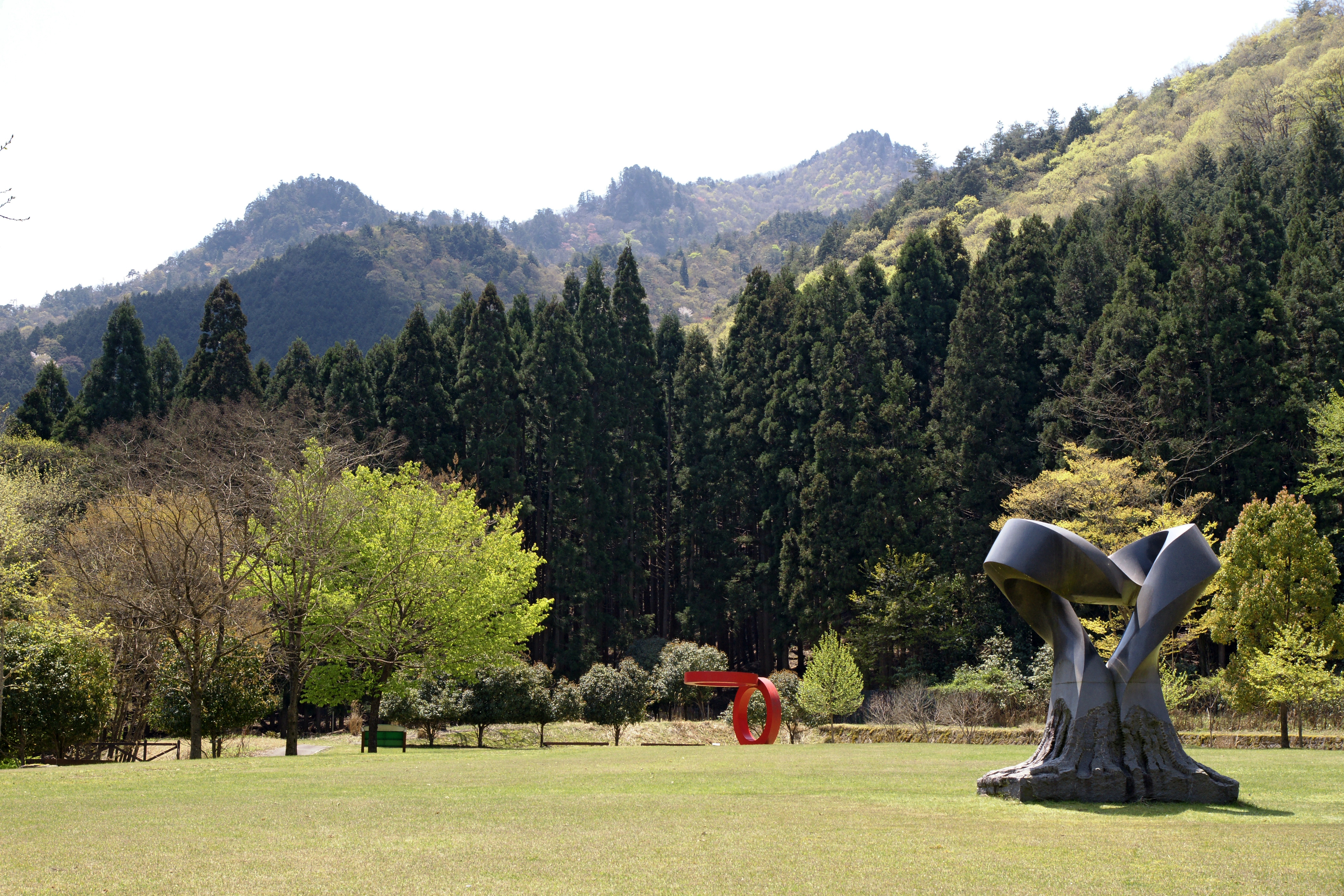
아사고 예술의 숲

아사고 예술의 숲(일본어: あさご芸術の森 아사고게이주쓰노모리[*])은 일본 효고현 아사고시의 녹지 공원이다. 원내에 조각 정원, 미술관, 온천 숙박 시설 등이 있다.